# ダーク・マッチ
ダーク・マッチ (Dark Match) は、プロレスにおける試合の通称で、主にテレビ放送を前提とした興行やPPVにおける放送されない試合や、興行主催者から事前告知されておらず興行当日に実施が判明する試合を指す。

## 概要
興行が番組としてパッケージ化されているアメリカのプロレス団体で主に行われている。これは興行観戦者へのサービスの意味合いと、新人レスラーのテストの意味が両方存在する。
前者については、ストーリー展開の都合上試合を行えない人気レスラーの試合を観戦者に見せる場合が該当し、ダークマッチというよりは、ボーナストラック、又はボーナストラックマッチと呼ばれる。この理由で試合が行われる場合は、テレビ収録が終わった後の、興行の最終試合として設定されることが通常である。
後者については、WWEでいえば、一軍デビューを控えたレスラーや、WWEに入団するレスラーを、試用する際に観客の反応、観衆を前にしてのレスラーの動きをチェックして、レスラーの起用方法を決めたり、実際に契約するかどうかの判断材料として行われる。この理由で試合が行われる場合は、主にテレビ収録の前、興行の第一試合として行われる（「第0試合」と呼ばれる場合もある）。
日本においてダークマッチ及びボーナストラックマッチと呼ばれるものは、テレビショーか否かを問わず本興行前後に設定された試合を指す（テレビショーであれば当然放送なし）。新日本プロレスでは主に東京ドーム大会や大阪城ホール大会、DDTにおいては主に後楽園ホール大会で早めの入場者へのサービスとして1、2試合設定される場合が多い。人数過多により出場出来なかった選手たちが参加するバトルロイヤル形式で行う場合やデビューを控えた練習生のエキシビションとして組む場合もある。
これと似たケースとして、総合格闘技などにおいても本興行に含まれない「オープニングファイト」（UFCや新生K-1などでは「プレリミナリーカード」）と称して新人選手の試合機会とすることがある。これらは（PPV興行においては）月額料金の範囲内で視聴できたり、YouTubeなどを駆使して無料配信を行う場合もある。
また、ボクシングでは興行の第一試合のことを「カーテンレザー」と呼ぶ。日本では「予備カード」と呼ばれるものがあり、主に世界タイトルマッチをメインとする興行において、アンダーカードでKO決着が相次いだり試合が中止になるなどして時間的余裕ができてしまった事態に備えてテレビ中継のための調整という意味合いで挿入される前提の4回戦カードを指す。時間的余裕がない場合はメイン終了後に行うことが多い。